# Dawn

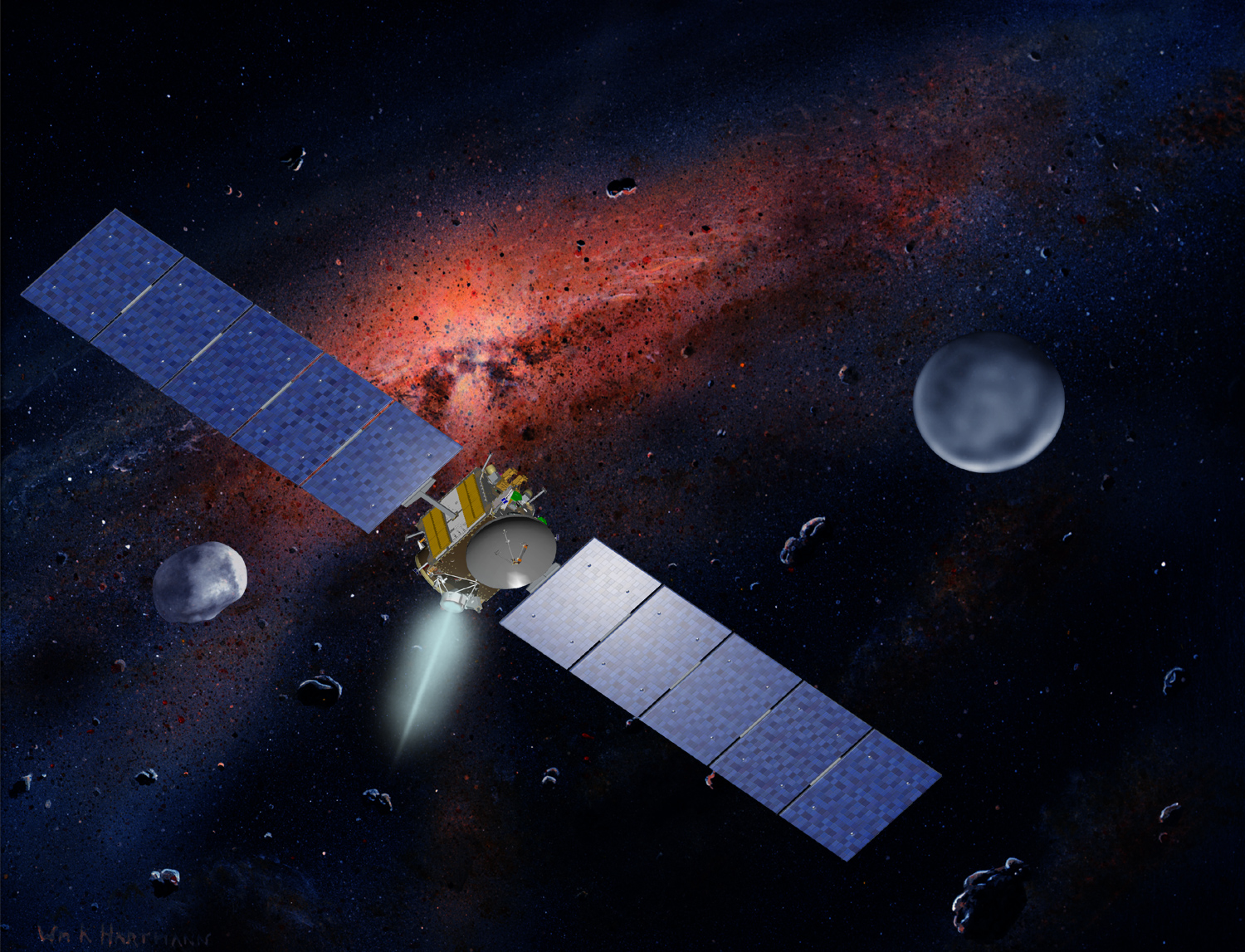
Художнє зображення космічного зонду Dawn із Вестою (ліворуч) та Церерою (праворуч). Відстані, масштаб та кількість астероїдів поруч нереалістичні

Dawn (укр. Світанок) — космічний зонд НАСА, запущений у космос 27 вересня 2007 року для дослідження астероїда Вести і карликової планети Церери. Космічний зонд досяг орбіти навколо Вести 16 липня та залишив її 5 вересня 2011 року, вилетівши в напрямку Церери. Прибув до Церери 6 березня 2015 року. На відміну від попередніх космічних зондів, які досліджували більше одного небесного тіла, космічний зонд Dawn не просто пролетів повз Весту — проміжну точку призначення — але вийшов на орбіту навколо Вести і, після кількох місяців перебування на її орбіті, продовжив подальший політ до Церери.
Dawn є дев'ятою місією програми Discovery, що об'єднує наукові місії американського космічного агентства (НАСА), вона характеризується помірною вартістю і швидким циклом розробки. Веста і Церера є протопланетами, які практично не змінилися з моменту їхнього формування 4,6 млрд років, тому вони є свідками генезису Сонячної системи. Космічний зонд обладнаний трьома науковими приладами для фотографування і відображення Вести й Церери, аналізу їхнього гравітаційного поля і спектральних вимірювань кількості та розподілу поверхневих порід і значущих хімічних елементів. Зібрані дані допоможуть уточнити теорії про процес формування планет у Сонячній системі.
Місію розробили в Лабораторії реактивного руху (JPL), основні компоненти допомагали робити європейські партнери з Італії, Нідерландів, Німеччини. Це перша місія НАСА, де використовують іонні двигуни для виходу на орбіту космічних тіл. У попередніх місіях (наприклад, «Вояджер») їх використовували лише для коригування траєкторії при прольоті повз космічні тіла.

## Історія запуску
Автоматичну міжпланетну станцію (АМС) Dawn, дев'яту місію в межах програми Discovery, було ухвалено НАСА в листопаді 2002 року. Назва АМС не пов'язана з якоюсь конкретною особою, а просто характеризує основну мету: отримання інформації, яка допоможе краще вивчити ранні етапи формування Сонячної системи.
Місія як мінімум тричі призупинялася або зовсім скасовувалася (2003, 2005, 2006). Однак після останньої публічної заяви про відмову від польоту до Церери у березні 2006 року це рішення було офіційно скасовано, і 27 березня 2006 року Dawn отримав добро на запуск. У вересні 2006 року АМС вже була в стані готовності до запуску. 10 квітня 2007 року супутник доставили в монтажний цех підрядника із запуску, SPACEHAB, Inc у Флориді. Запуск спочатку було заплановано на 20 червня, але потім відкладено: спочатку — до 30 червня, потім — до 15 липня. У липні запуск було відкладено до осені — щоб уникнути збігу в часі пуску та перших фаз польоту Dawn і АМС «Фенікс», пуск якої відбувся 4 серпня 2007 року.
26 вересня 2007 року ракета-носій «Дельта-2» з АМС на борту була готова до пуску на стартовому комплексі 17-В космодрому на мисі Канаверал. Через погодні умови і подальшу появу корабля-порушника в забороненій зоні запуску старт відбувся тільки вранці 27 вересня. Після майже трьох місяців випробувань бортових систем на земній орбіті, 17 грудня 2007 року Dawn попрямував у переліт до Вести.
Метою польоту обрано Весту й Цереру тому, що вони являють собою зовсім різні типи великих астероїдів: Цереру вкриває крижаний шар завтовшки до 100 км, а Веста — монолітний безводний ахондрит. При цьому Веста — основний «постачальник» метеоритів, що досягають поверхні Землі.
План польоту, розрахований на 8 земних років, передбачає спіральну траєкторію, що розкручується та описує три оберти навколо Сонця.
Повна вартість проєкту становить 466 млн дол. США і складається з вартості побудови космічного апарата, запуску, управління польотом та подальшого аналізу наукових даних.

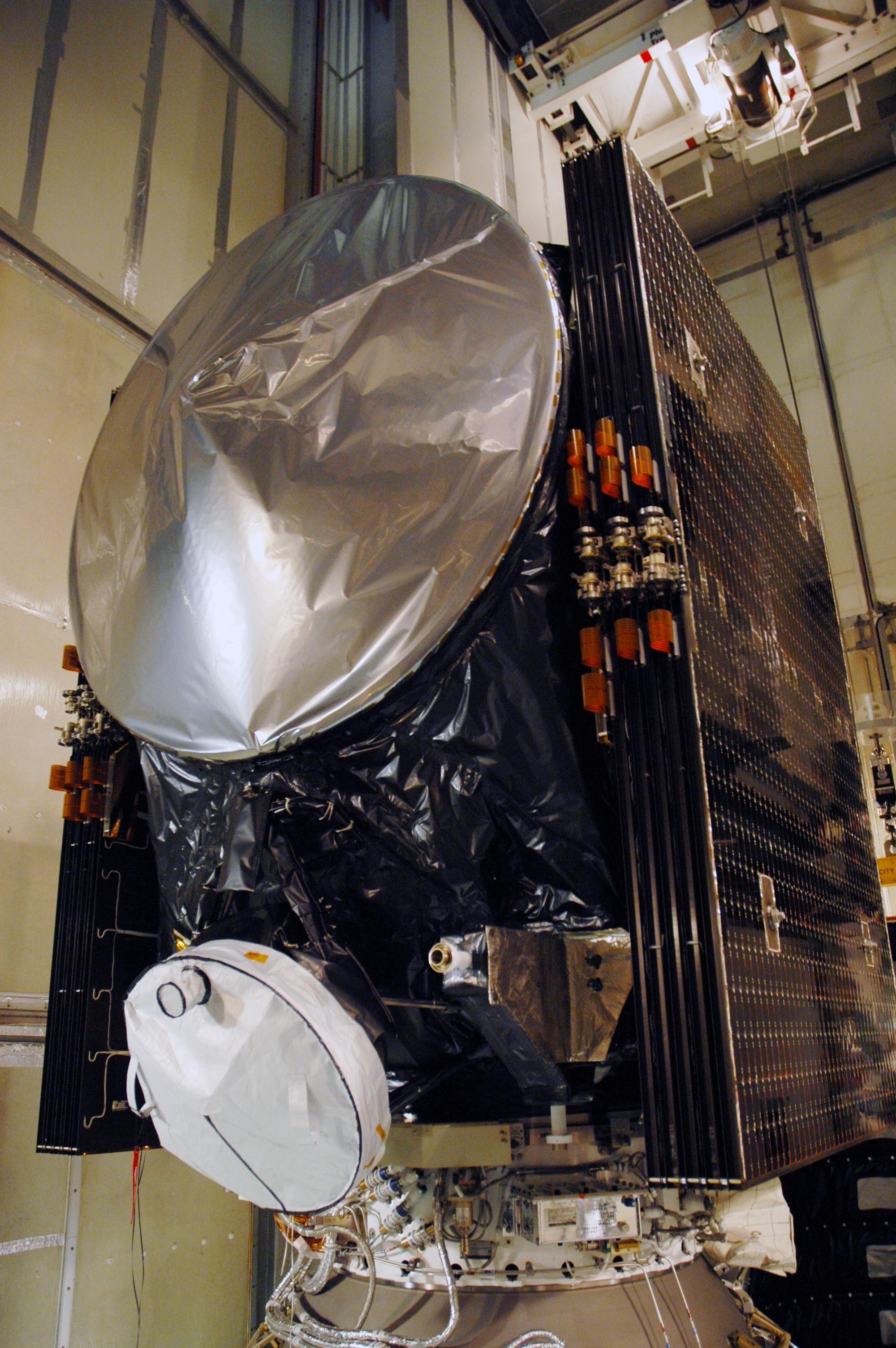
АМС Dawn
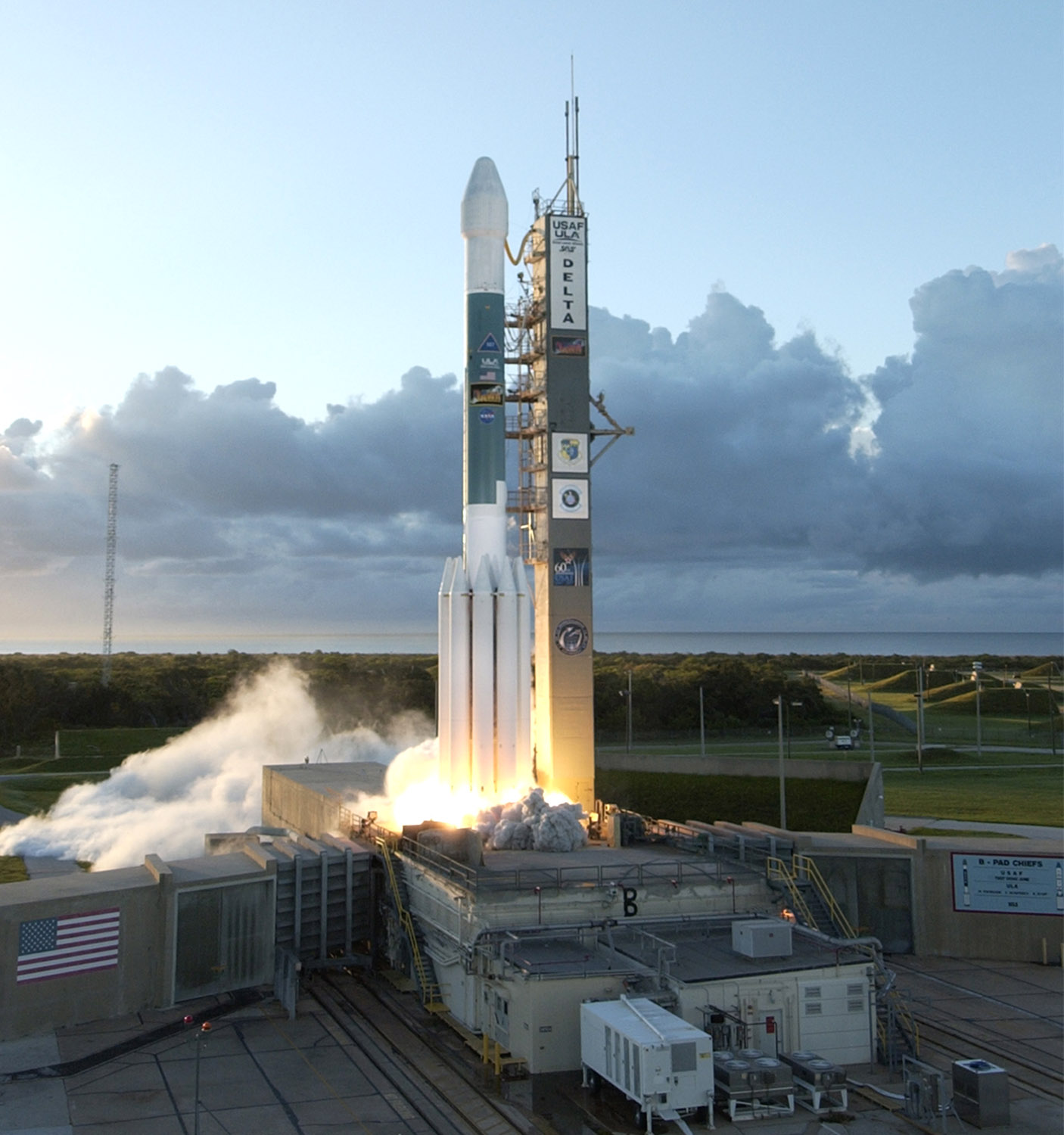
Запуск АМС Dawn 27.09.2007
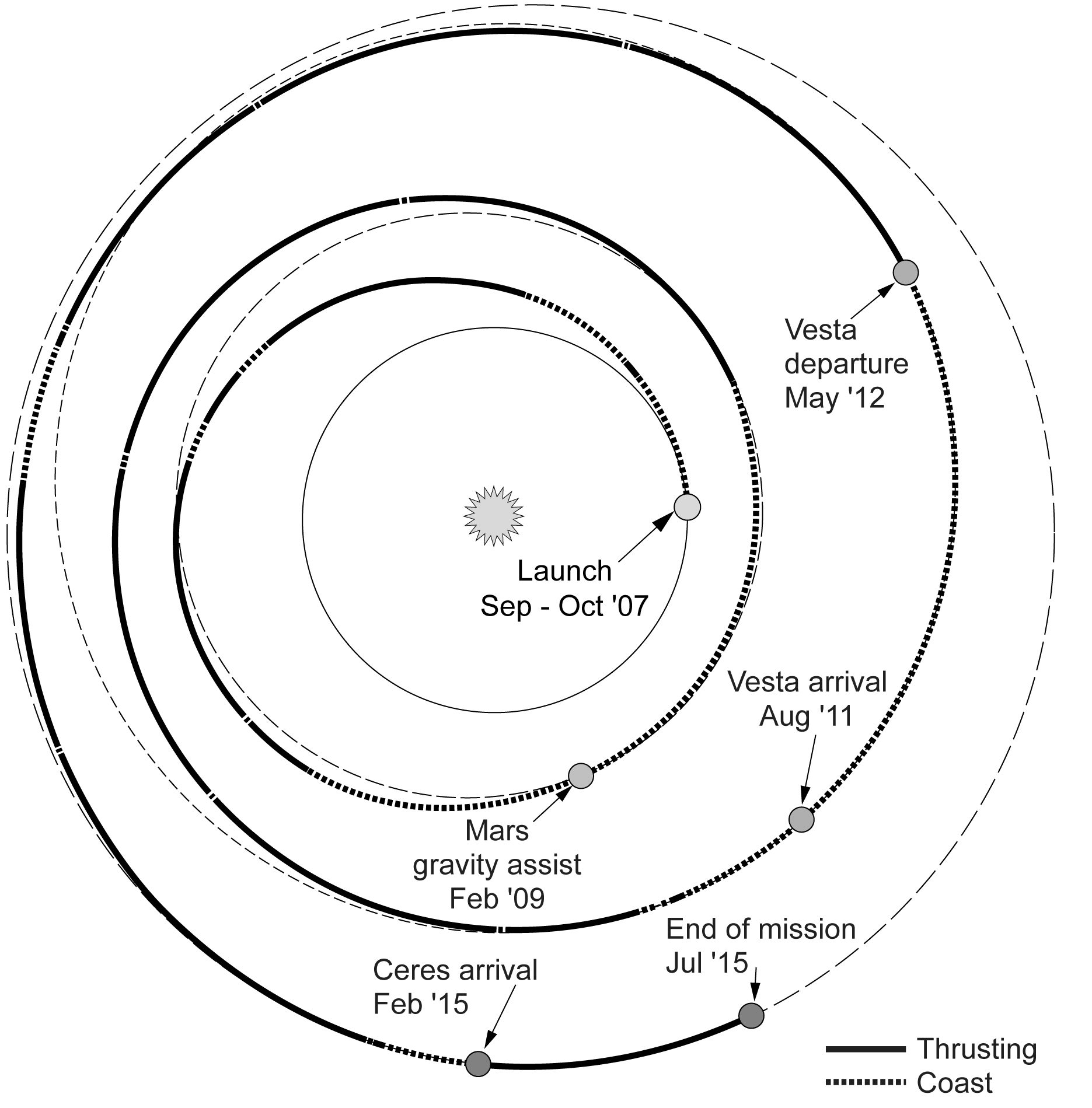
Траєкторія польоту АМС Dawn (у проєкції на площину екліптики). Гравітаційний маневр поблизу Марса зроблено з виходом із площини екліптики.

## Наукова мотивація місії
«Світанок» був розроблений досліджувати два великі тіла в астероїдному поясі, щоб прояснити питання формування Сонячної системи. Іншою метою є тестування можливостей іонної тяги. Одна з планет є «сухою» (крижана і холодна Веста), а інша «мокрою» (кам'яниста Церера) і такою, акрецію на яку визначав Юпітер. Їхні дослідження та порівняння дають змогу відповісти на питання, чим відрізнялося формування крижаних та кам'янистих планет у Сонячній системі. Цікаво, що Dawn буде першою місією, що досліджує карликову планету, і вже у 2015 році його досягнення повторить «Нью-Горайзонс», досліджуючи Плутон.

## Іонний двигун
Космічний апарат обладнано трьома ксеноновими іонними двигунами, розробленими на основі зразка, випробуваного на зонді Deep Space 1. Кожен двигун має тягу 30 мН і питомий імпульс 3100 с; одночасно можлива робота лише одного двигуна. З 425 кг робочого тіла (ксенону), що є на борту, на політ Земля — Веста буде витрачено 275 кг, на політ Веста — Церера — 110 кг. При нормальній роботі іонні двигуни Dawn забезпечують зростання швидкості на 97 км/год за кожні 4 дні.

## Дослідницькі інструменти
Окремо розміщені дві чорно-білі ПЗЗ-матриці (1024 × 1024 пікселів) з двома об'єктивами (D = 19 мм, F = 150 мм), кожна ПЗЗ-камера з набором з 7 вузькосмугових кольорових фільтрів + порожнє поле, поле зору у кожної камери 5,5 × 5,5 градусів; витримки від 0,001 с до 3,5 год.

## Події

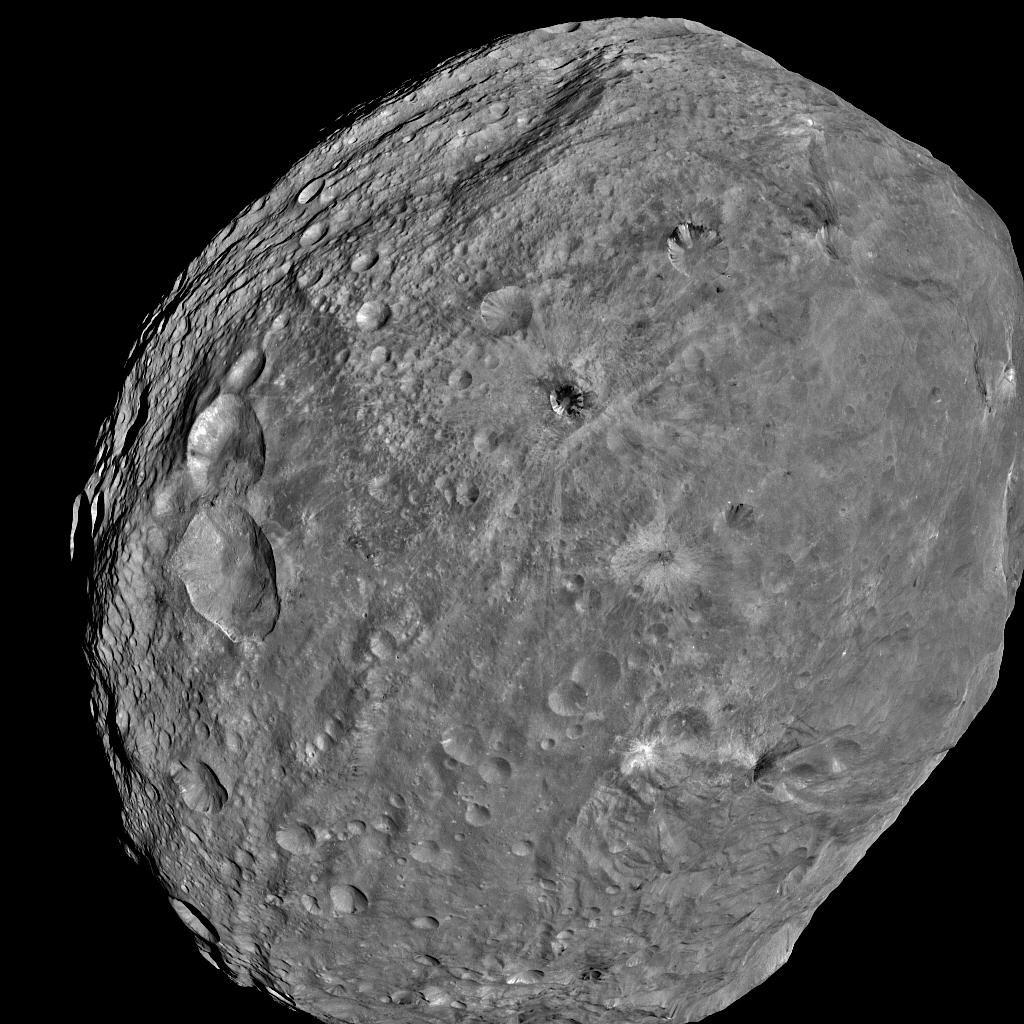
Фото Вести, отримане 24.07.2011

- У лютому 2009 року космічний апарат Dawn пройшов повз Марс, прискорившись за рахунок гравітаційного маневру з виходом із площини екліптики.
- 3 травня 2011 року зонд зробив першу фотографію Вести з відстані близько 1,21 мільйона кілометрів[17].
- 16 липня 2011 року о 1:00 (EDT), зробивши майже два оберти навколо Сонця, Dawn досяг Вести і перейшов на її кругову орбіту з заввишки 16 000 км.
- 17 липня 2011 року Dawn зробив перше зображення Вести з її орбіти[18].
- 12 грудня 2011 року Dawn опустився на найнижчу з передбачених у рамках його місії навколо астероїда Вести орбіту. Середня висота цієї орбіти становила 210 кілометрів[19]. Протягом 10 тижнів зонду належало розпізнавати склад елементів поверхні астероїда за допомогою рентгенівської спектроскопії, а також оцінити масу Вести за силою гравітаційного поля навколо неї й проаналізувати особливості гравітаційного поля[20].
- 5 вересня 2012 року Dawn здійснив маневр, залишив орбіту Вести й попрямував до Церери[21].
- 6 березня 2015 року Dawn досяг Церери й працюватиме на її орбіті до кінця року[22].
- У листопаді 2018 року НАСА повідомило, що 31 жовтня і 1 листопада апарат Dawn не вийшов на зв'язок із Мережею далекого космічного зв'язку. Найімовірніша причина цього, озвучена фахівцями НАСА, — вичерпання ресурсу палива в баках апарата, використання якого давало можливість станції зберігати орієнтацію в польоті.

Dawn більш не здатний зберігати положення, при якому його антени спрямовані на Землю для підтримки зв'язку з центром управління польотів, і не здатний змінити орієнтацію з тим, щоб його акумулятори заряджалися від сонячних батарей.

## Результати досліджень
- У липні 2011 року автоматичний зонд вийшов на орбіту Вести, найбільшого за розміром астероїда Сонячної системи, і за час перебування на орбіті отримав велику кількість інформації про сам астероїд, його внутрішню структуру та геологію. Щоб зібрати якомога більше інформації про Весту, фахівці змінили графік місії, продовживши перебування зонда на орбіті астероїда на 40 днів. Так, наприклад, дані дали змогу встановити, що Веста насправді не астероїд, а майже протопланета — вона має залізне ядро і пошарову будову (тобто, у минулому у неї була подоба мантії). На Весті знайдено другу за розміром гору в Сонячній системі, яка поступається, за словами відкривачів, лише марсіанському Олімпу. Крім цього, дані про рух зонда навколо Вести нарешті, через більш ніж 200 років після її відкриття, дали змогу «зважити» небесне тіло. Його маса виявилася рівною 2,59076×1020 кг.
- В 2024 році, за інформацією Phys, нове дослідження з використанням даних зонду Dawn дозволило ідентифікувати 11 нових регіонів на поверхні Церери, де є ознаки органічних сполук. Основну увагу привернули території між басейнами Урвара та Ялоде, які, ймовірно, містять матеріали, що походять із глибин під час потужних ударів, які сформували ці кратери. Дослідження поєднало аналіз зображень високої просторової роздільності з камери FC2 на борту Dawn та спектральні дані з приладу VIR. Такі методи дозволили виявити слабкі сигнали органіки, що зазнали деградації під впливом сонячного випромінювання. Експерименти підтвердили, що органічні сполуки на поверхні Церери руйнуються швидше, ніж очікувалося, вказуючи на можливе існування значних запасів органіки під поверхнею карликової планети[24].

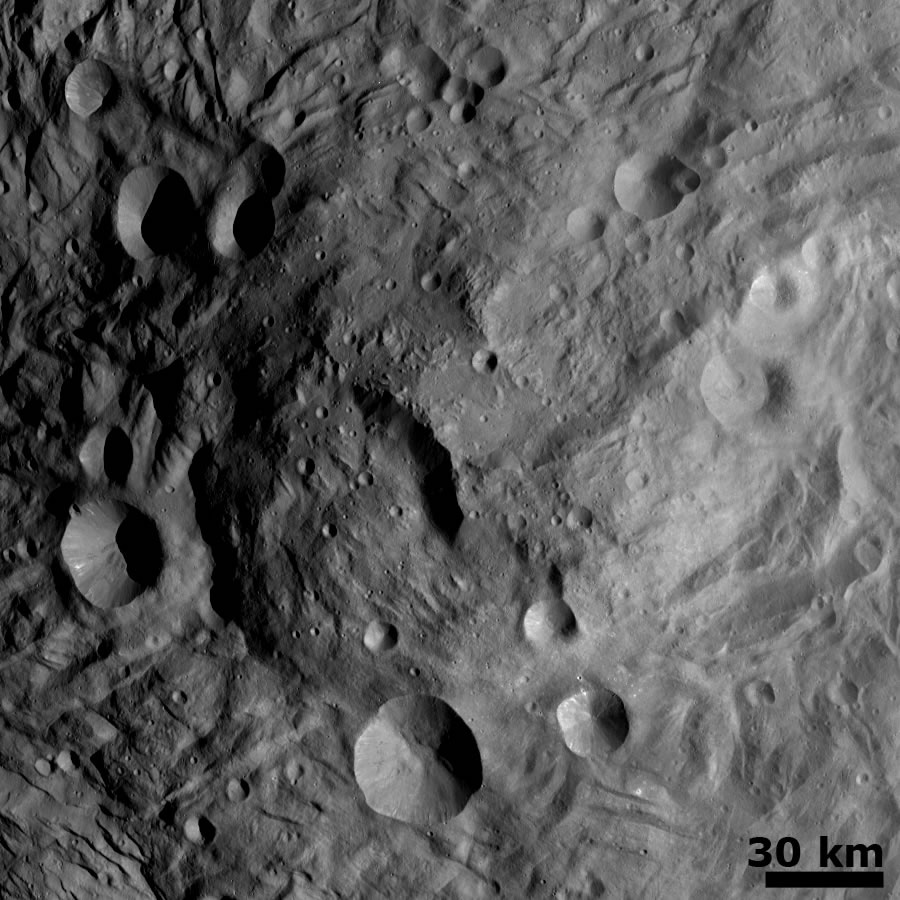
Центральний пагорб на південному полюсі Вести
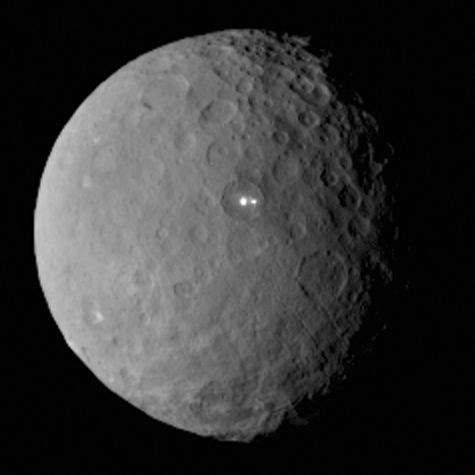
Dawn виявив дві яскраві плями у кратері Церери — імовірно зони із високим альбедо, спричиненим присутністю льоду чи солі[25].